# ۲۰۵۱ (میلادی)
۲۰۵۱ (میلادی) ۲۰۵۱مین سال تقویم میلادی است.

## درگذشتگان
‎